# Najm Eldin Abdullah
Najm Eldin Abdullah (17 de novembro de 1987) é um futebolista sudanês que atua como defensor.

## Carreira
Najm Eldin Abdullah representou o elenco da Seleção Sudanesa de Futebol no Campeonato Africano das Nações de 2012.